# Мостич (село)
Мостич (болг. Мостич) — село в Болгарии. Находится в Шуменской области, входит в общину Велики-Преслав. Население составляет 370 человек.

## Политическая ситуация
В местном кметстве Мостич, в состав которого входит Мостич, должность кмета (старосты) исполняет Басри Исмаил Басри (Движение за права и свободы (ДПС)) по результатам выборов правления кметства.
Кмет (мэр) общины Велики-Преслав — Димо Петров Бодуров Граждане за европейское развитие Болгарии (ГЕРБ)) по результатам выборов в правление общины.